# Église Saint-Jean-Baptiste de Péronne
Pour un article plus général, voir Péronne.
Pour les articles homonymes, voir Église Saint-Jean-Baptiste.
L'église Saint-Jean-Baptiste est un édifice religieux, situé à Péronne, dans le département français de la Somme, consacré en 1525. Des six églises que comptait la ville avant 1789, c'est la seule qui subsiste.

## Histoire

### DuXVIesiècleà 1914
Érigée à l'emplacement d'une petite chapelle qui existait déjà en 1101, l'église Saint-Jean-Baptiste de Péronne, a été construite en pierre calcaire de 1509 à 1525 ; le clocher fut édifié en 1540.
En 1632, fut fondée une confrérie du Mont-Carmel qui avait son siège dans l'église.
À la Révolution française, la loi stipulait qu'il ne devait y avoir qu'une seule église paroissiale par commune, c'est ainsi qu'à Péronne, seule l'église Saint-Jean-Baptiste subsista. Fermée pendant la Terreur, elle fut rendue au culte sous le Directoire, en 1795. La restauration de l'édifice fut achevée en 1829.
L'église posséda au XIXe siècle plusieurs tableaux du peintre péronnais Charles-Henri Michel : en 1847, la fabrique de l'église acheta son tableau,  La compassion de la Vierge  ; en 1854, il peignit pour l'église Le Baptême du Christ par Saint-Jean et, en 1859, l'État acheta au peintre Le Crucifiement et le mit en dépôt à l'église.
Pendant le siège de Péronne au cours de la guerre de 1870, l'église fut partiellement détruite par le feu prussien en 1870.
Le 25 septembre 1901, les grilles en fer forgé du chœur datant du XVIIIe siècle furent classées monument historique. Elles provenaient d’un don effectué en 1775 par un lieutenant criminel du bailliage de Péronne. L'église dans son ensemble est protégée au titre des monuments historiques : classement par arrêté du 13 décembre 1907. Deux tableaux, une peinture murale du XVIe siècle, et deux retables furent également classés au titre d'objet.

### Les destructions de la Grande Guerre

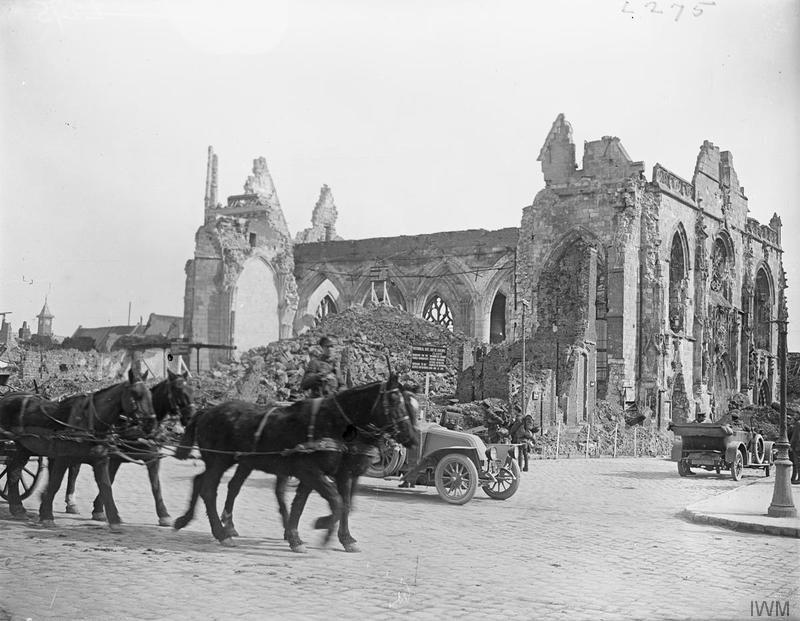
L'église de Péronne en ruine

La Première Guerre mondiale fut fatale à l'église Saint-Jean-Baptiste de Péronne.
Dès octobre 1914, les Allemands occupèrent l’église et surtout le clocher qui devint un poste d’observation principal du front. Une mitrailleuse lourde y fut même montée pour assurer la défense anti-aérienne de la ville.
Désormais, habitants et archiprêtre durent demander l’autorisation d’utiliser l’église. Les deux communautés, allemande et paroissiale, se partagèrent alors l’édifice. Les Péronnais attendant souvent à la porte que les Allemands aient achevé leurs propres célébrations. Faire sonner les cloches fut formellement interdit ! Sauf à célébrer, sur ordre, les victoires allemandes...
À la fin du mois de janvier 1916, l’église Saint-Jean se transforma temporairement en prison. Elle reçut près de 500 prisonniers français capturés sur le front à Frise. Ces derniers quittèrent rapidement l’église pour embarquer dans des wagons à bestiaux à Flamicourt et partir en captivité en Allemagne.
Au milieu de l’année 1916, Saint-Jean-Baptiste fut épargnée par la guerre... jusqu'aux bombardements alliés précédant la bataille de la Somme. Le 7 juillet 1916, alors que le centre-ville croulait sous les obus, la façade de l'église reçut ses premiers éclats d'obus : vitraux brisés, plusieurs sculptures de la façade rue Saint-Jean effondrées...
Les jours suivants, sur ordre, la ville se vida de ses habitants. L’abbé Dubois déposa alors les reliques de saint Fursy dans le coffre-fort de la sacristie avant d’abandonner l’édifice. Confiant en l’âme humaine, il laissa la clef sur la serrure du coffre : jamais on ne revit les reliques de saint Fursy...

### La reconstruction
Après l’armistice de 1918, les Péronnais retrouvèrent une église fantôme : seuls les murs avaient résisté, ainsi qu’une voûte. Face à son état désastreux, en novembre 1919, le conseil municipal s’interrogea même sur l’opportunité de reconstruire l’église ailleurs afin d’en hâter le relèvement. Devant les réactions très négatives de leurs administrés, le conseil abandonna cette idée dès avril 1920 : l'église Saint-Jean-Baptiste renaîtrait là où elle avait toujours été !
Les dégâts subis par l’édifice furent évalués à presque 1,9 million de francs-or. Pour faciliter sa reconstruction, en janvier 1922, la ville adhéra à la Coopérative diocésaine de la Somme.

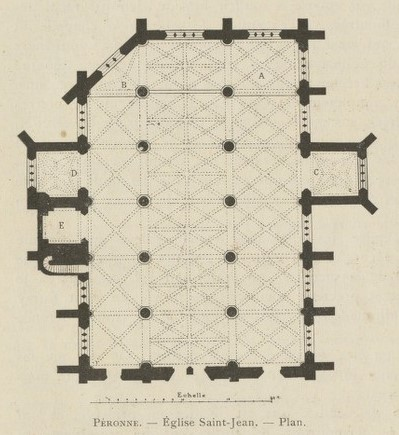

Le 9 février 1925, le projet de reconstruction de Saint-Jean fut accepté par la municipalité et les différents services concernés. La somme allouée à cette reconstruction dépassait alors les 6 millions de francs ! Le relèvement dura plus de 7 ans. L’édifice étant classé monument historique, les travaux furent confiés à l'architecte en chef des monuments historiques, Henry Moreau, et aux entreprises Raphaël Moretti (Arras), Henri Roncari (Péronne), Louis Trevisan (Péronne) et Mario Mazzarotto (qui a également participé à la reconstruction de l'église Saint-Éloi de Pœuilly), pour la charpente (1928), Charles Mathieu et Marcellin Marcais (1929) pour la couverture. Jacques Gruber et Louis Barillet maîtres-verriers, Wielhorski peintre, Alphonse Fivet sculpteur, Dachet menuisier sculpteur, Tellier ferronnier ont participé à la restauration intérieure. Au cours de cette restauration, on a réutilisé un grand nombre des sculptures d’origine. Le reste étant envoyé au château pour y former un petit musée lapidaire.
Enfin, le dimanche 10 juillet 1932, la bénédiction solennelle de la troisième église Saint-Jean fut présidée par Mgr Lecomte, évêque d’Amiens. Symboliquement, l'architecte des monuments historiques remit les clefs de la nouvelle église à la municipalité, au cours d'une cérémonie fastueuse. Symbole de cette nouvelle consécration, des croix bleues et blanches furent peintes sur les piliers. En souvenir, tous les noms des conseillers municipaux en activité en 1932 ont été gravés sur les nouvelles cloches, ainsi que les textes qu’elles portaient après 1871.

### La Seconde Guerre mondiale n'épargne pas l'édifice
L’église Saint-Jean-Baptiste fut également touchée par la Seconde Guerre mondiale. Alors que la ville de Péronne fut de nouveau détruite à plus de 30 %, les vitraux de Saint-Jean furent soufflés par l’explosion d’un wagon de munitions en 1944. À la Libération, la tour-clocher fut touchée par des éclats d'obus tirés par les Allemands à l’arrivée des Américains. Le reste de l'édifice  demeura intact. En 1948, la municipalité adhéra à une nouvelle coopérative diocésaine afin de réparer les dégâts commis.

## Description sommaire

### Extérieur
L'église a été construite en pierre, en style gothique flamboyant, sur le modèle des "hallenkirche" (église-halle) avec trois nefs de hauteur égale et un chevet plat. Elle est longue de 45 m et large de 37,50 m. La croix du sommet du clocher culmine à 45 m.
La façade est divisée en trois porches de style gothique flamboyant avec arcades trilobées. Ces porches et arcades sont de dimensions inégales. Des pierres anciennes et des éléments sculptés ont été réemployés lors de la restauration de 1927 à 1932.

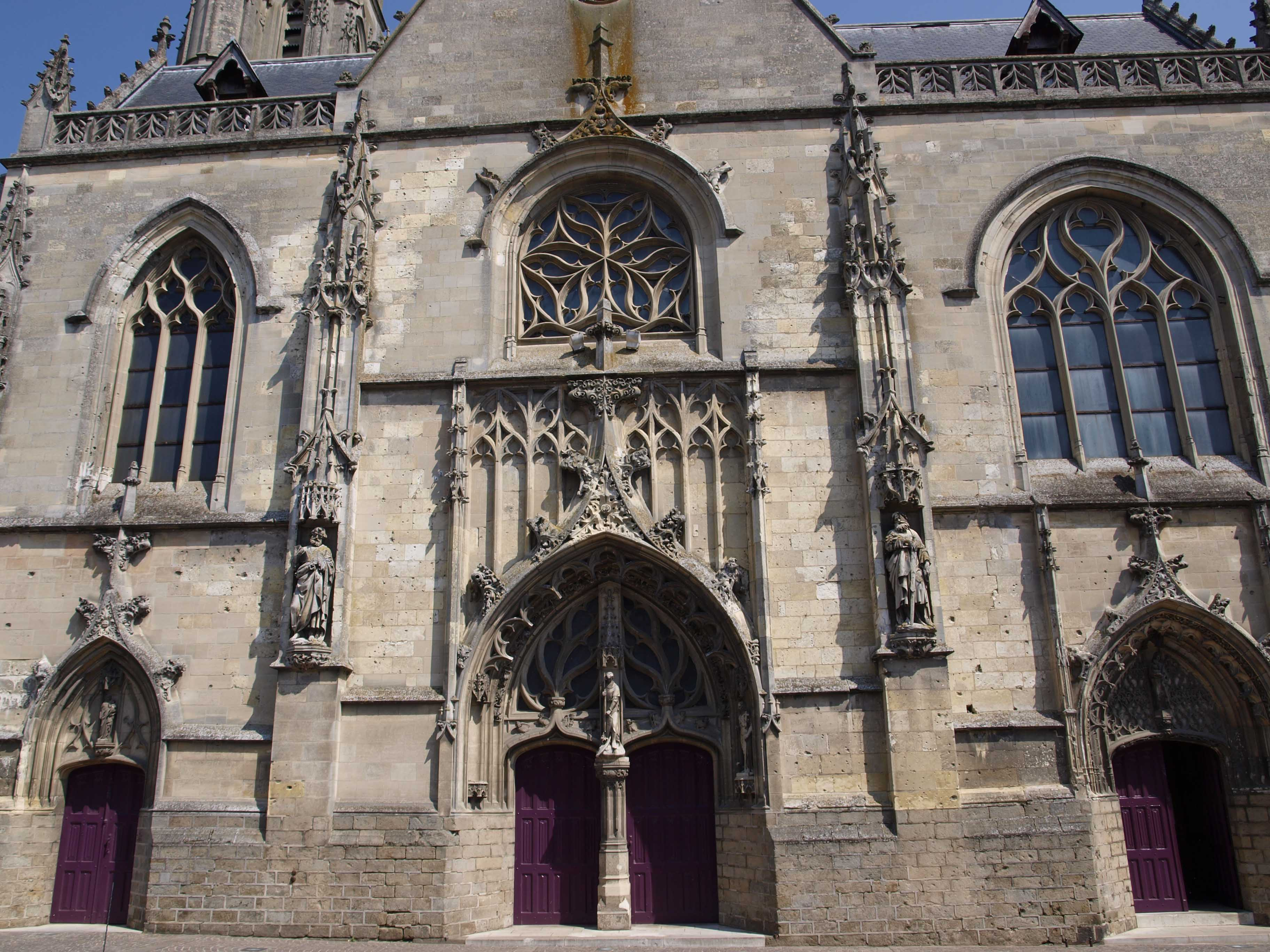
Façade principale
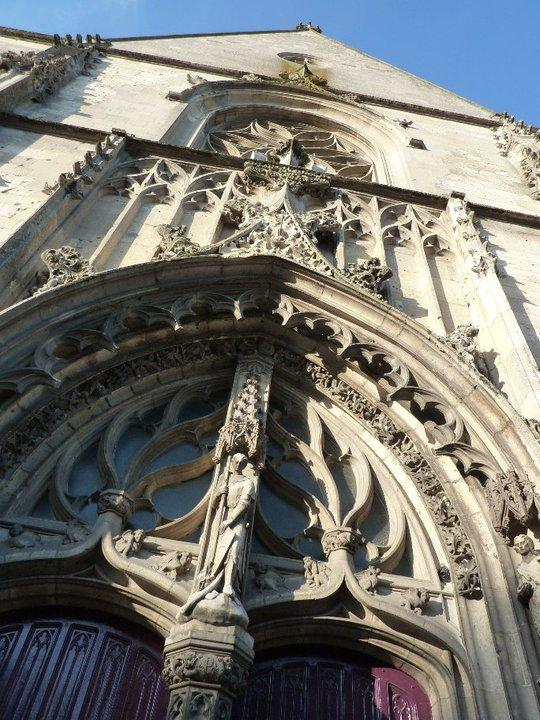
Église de Péronne, Portail principal
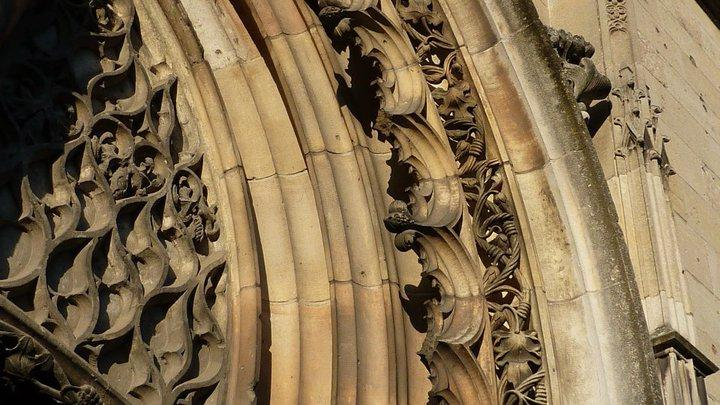
Église de Péronne, Dentelle gothique
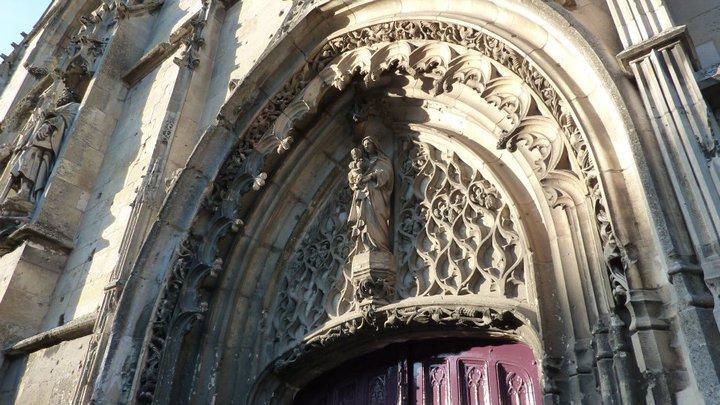
Église de Péronne, Portail de la Vierge
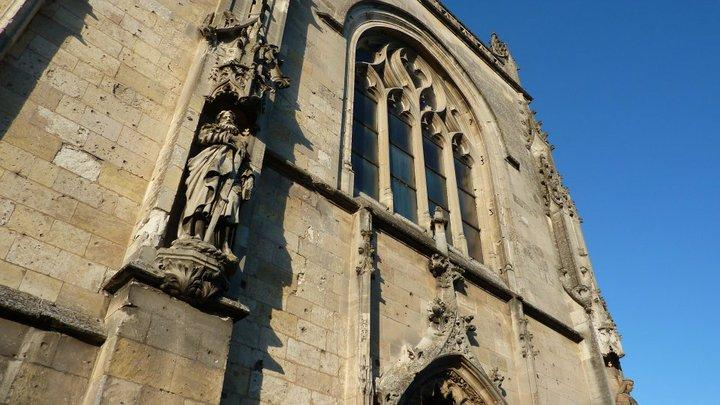
Église de Péronne, Façade principale Sud, Saint Pierre
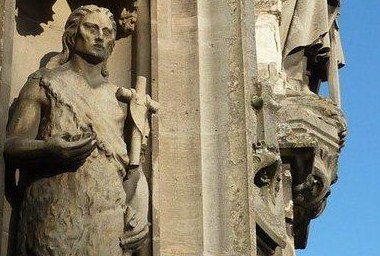
Église de Péronne, Jean-Baptiste

Le clocher, entièrement reconstruit, renferme, depuis le 15 novembre 1931, quatre cloches fondues par la fonderie Georges Farnier à Robécourt (Vosges) :
- Suzanne, Émilie, Françoise, Marthe qui pèse 2 080 kg et sonne le do # ;
- Chantal, Elise, Marguerite-Marie, Marie-Geneviève qui pèse 1 416 kg et sonne le ré # ;
- Monique, Jeanne, Magdelaine, Lucie qui pèse 997 kg et sonne le fa ;
- Christiane, Henriette, Jeanne, Suzanne qui pèse 828 kg sonne le fa #[5].

### Intérieur
À l'intérieur, les voûtes sont à nervures, des clés de voûte sont armoriées  et les piliers sans chapiteaux. Les grilles de clôture du chœur et des chapelles absidiales ont été reconstituées ainsi que les trois autels et le mobilier cultuel (fonts baptismaux, chaire...). Le peintre parisien Jules Wielhorski restaura la décoration du maître-autel et de l'autel de la Vierge, en 1932. Alphonse Fivet restaura les sculptures d'origine. 
Un groupe sculpté représentant saint Fursy en habit d'évêque avec ses bœufs, en bois doré de la fin du XVIIe siècle - début du XVIIIe siècle est inscrit monument historique depuis le 1er octobre 1999.

#### Les monuments funéraires
Une plaque funéraire datant du XVIe siècle est conservée dans l'église, il s'agit de celle de Jean Levesque, bourgeois de Péronne, mort en 1525, elle est classée monument historique au titre d'objet depuis le 18 décembre 1923.
Le monument funéraire de Jean Bauduin, avocat mort en 1583. Ce monument du XVIe siècle est en marbre avec une épitaphe entourée d'un encadrement sculpté. Au-dessus un bas-relief semi-circulaire représente le défunt à genoux devant son crucifix. Ce monument funéraire est classé monument historique au titre d'objet depuis le 3 octobre 1908. L'épitaphe de Jean Baudin a été restaurée.

#### Les retables
Le retable du maître-autel du XVIIe siècle est composé de deux registres, le registre inférieur est divisé en trois parties séparées par des colonnes avec au centre un tableau représentant le Baptême du Christ, et de part et d'autre, une statue, de saint Pierre à gauche, et de saint Paul à droite. Au registre supérieur, dans une niche, a été placée une statue de saint Jean-Baptiste. Ce retable est classé monument historique depuis le 4 avril 1907
Dans le collatéral sud, le retable de l'autel de la Vierge, du XVIIe siècle, se compose dans sa partie basse de trois compartiments. Le panneau central est composé d'une toile représentant de l'Assomption, encadrée de deux statues d'anges. Au-dessus du panneau central, dans une niche à colonnades ont été placée une statue de la Vierge à l'Enfant, et de chaque côté, une statue de saint, dont l'un est agenouillé. Ce retable est classé monument historique depuis le 4 avril 1907.

#### Les grilles du chœur
Les grilles de clôture du chœur et des chapelles absidiales (XVIIIe siècle), en fer forgé en partie doré sont classées monument historique depuis le 25 septembre 1901. Endommagées au cours de la Grande Guerre, elles furent entièrement restaurées durant l'entre-deux-guerres.

#### La Bonne Mort
Dans la chapelle du Sacré-Cœur, une grande peinture murale datée de 1601 a subsisté aux destructions. Elle s'intitule La Bonne Mort et représente un homme à l'agonie dans un lit, où sont représentées ses bonnes œuvres. Cet homme tend les bras vers la Vierge Marie qui apparaît dans le ciel. Dans la partie inférieure, le démon guette l'âme qui s’apprête à quitter le corps du moribond. À droite et à gauche, sont représentés les donateurs à genoux, un couple bourgeois de Péronne, Jehan Roussel et Jacqueline Aubé, son épouse. Cette œuvre a été restaurée au XIXe siècle par Dufour et en 2013 par Laura Serafini et Antonella Trovisi.

#### Les verrières
Durant l'entre-deux-guerres, les vitraux furent réalisés, en 1931-1932, par Jacques Gruber et Louis Barillet, maîtres-verriers. On doit à Jacques Gruber les  
vitraux historiés représentant un épisode de la vie de saint Fursy, la Dormition de la Vierge, les Noces de Cana, le Baptême du Christ, l'Arbre de Jessé, le sacrifice d'Abraham et à Louis Barillet, le chemin de croix sur pierre gravée en creux avec fonds remplis en ciment coloré et dorures.
Les vitraux furent refaits après leur destruction en 1944 par l'explosion, en gare de Péronne, d'un wagon de munitions.

#### Les orgues
L'orgue de tribune de Charles Mutin détruit par faits de guerre a été remplacé, en 1932, par un orgue de la société fermière Cavaillé-Coll dirigé par Joseph Beuchet. L'orgue subit une remise en état de la soufflerie en 1987, un relevage en 1994 et un autre en 2008 par Daniel Decavel et de nouveaux travaux en 2013.
L'orgue de chœur a été construit par la société Cavaillé-Coll dans les années 1930.

#### Estrade et autel
À l’initiative de l’abbé Jean-Louis Brunel, un projet d’estrade et d’autel a vu le jour en 2024. Quatre artisans locaux ont participé à ce projet Aurelien Richard menuisier, Corentin Bobeuf marbrier, Pierre Yvart ferronnier et Guillaume Tollet ébéniste. Cet ouvrage a été consacré par Gérard Le Stang, évêque le 26 janvier 2025.[réf. nécessaire]

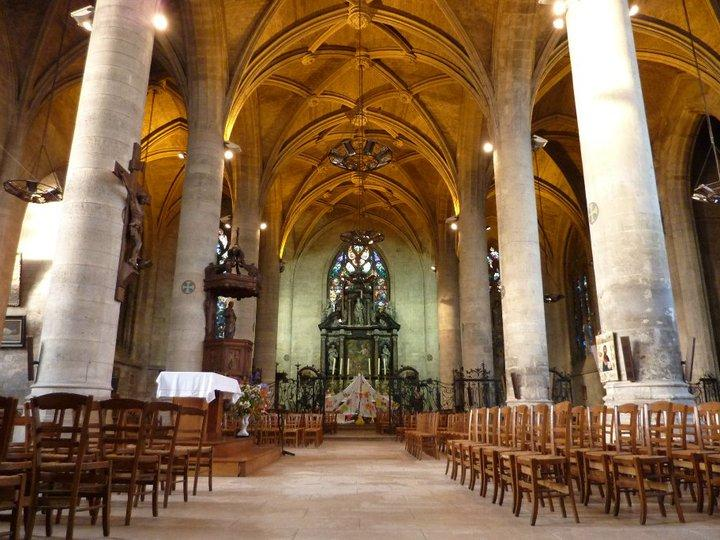
Église de Péronne, Nef centrale
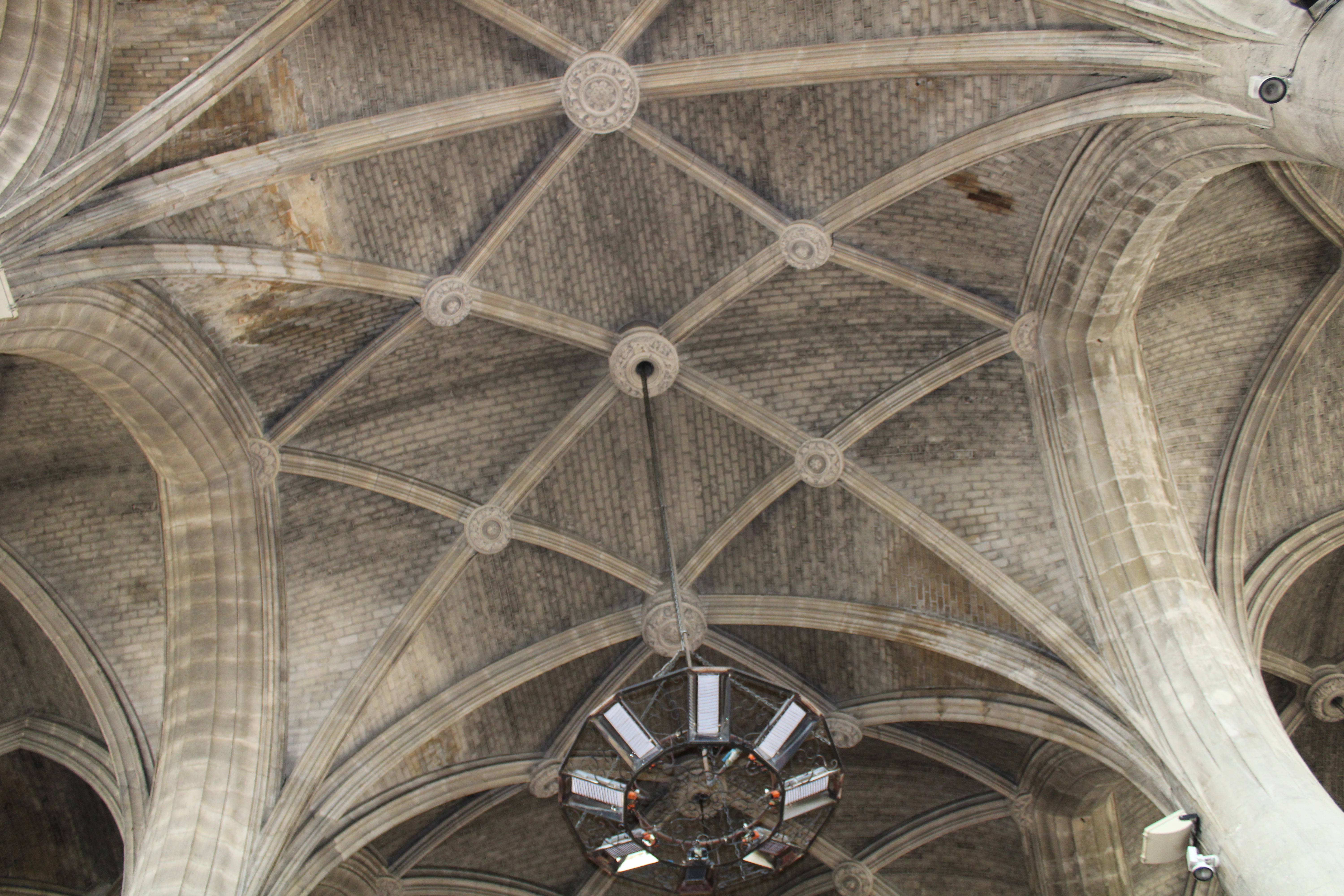
Voûtes de l'église
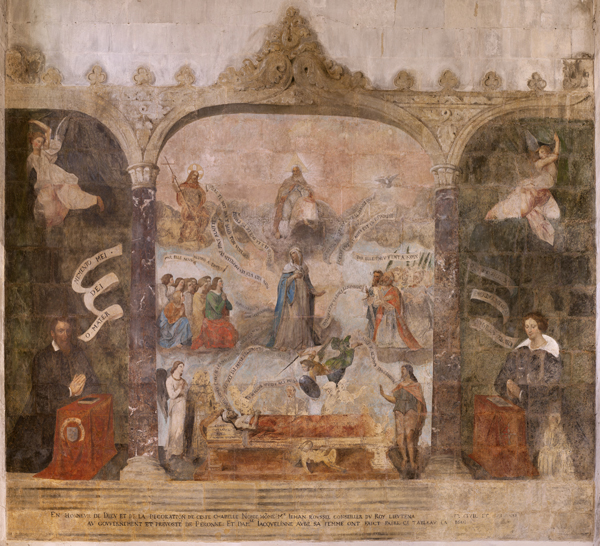
Église de Péronne, La Bonne mort (peinture murale)
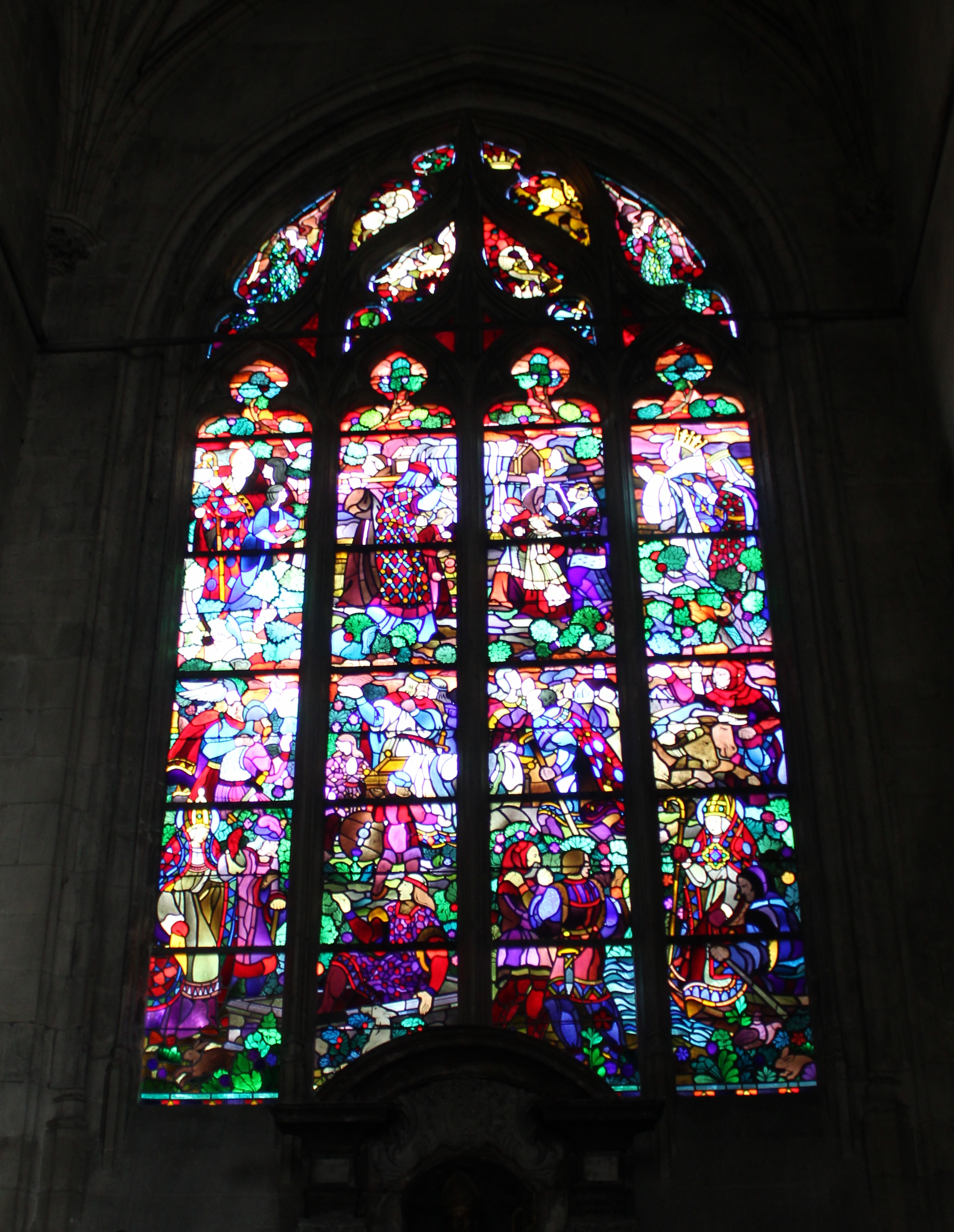
Église de Péronne, vitrail
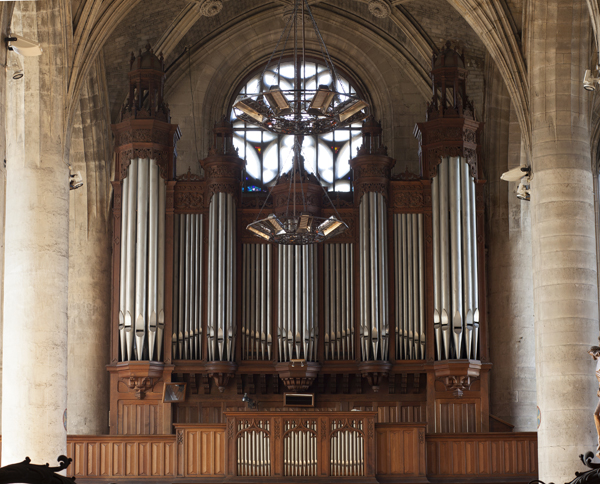
Église de Péronne, orgue de tribune

## Les cloches
Depuis le 1er janvier 1932, la tour-clocher de l'église renferme quatre cloches fondues par Georges Farnier, fondeur à Robécourt dans les Vosges :
- Suzanne, Emilie, Françoise, Marthe, 2 080 kg, donne le do # ;
- Chantal, Elise, Marguerite-Marie, Marie-Geneviève, 1 416 kg donne le ré # ;
- Monique, Jeanne, Magdeleine, Lucie, 997 kg, sonne le fa ;
- Christiane, Henriette, Jeanne, Suzanne, 828 kg, sonne le fa #[17].

## L'église auXXIesiècle
À part les restaurations partielles de 1972 et 1983, la réfection de ses orgues en 1987, et la destruction de son presbytère pour cause de vétusté, Saint-Jean-Baptiste, restée le symbole religieux majestueux à Péronne, et ayant retrouvé la sérénité qui convient si bien aux édifices religieux, est un monument visité chaque année par près de 5 000 personnes.
De nos jours, l'église est le centre de la paroisse catholique Saint-Jean-Baptiste de Péronne, lieu de culte pour tous les catholiques du secteur apostolique du Vermandois ; lieu ouvert à tous.
Chaque dimanche, l'église Saint-Jean-Baptiste accueille la messe; et, très régulièrement, baptêmes, communions, professions de foi, mariages, vêpres, adorations du Saint-Sacrement et funérailles.